# Fiat 130
Fiat 130 är en personbil, tillverkad av den italienska biltillverkaren Fiat mellan 1969 och 1977.
Fiat 130 presenterades våren 1969 och efterträdde den tidigare 1800/2100/2300-serien. Bilen hade individuell hjulupphängning och skivbromsar runt om. Motorn var en V6:a, utvecklad av den legendariske motorkonstruktören Aurelio Lampredi. Den uppvisade flera likheter med Ferraris Dino-motor, men är en helt egen konstruktion, trots uppgifter om motsatsen. Automatlåda var standard, men en femväxlad manuell erbjöds som tillval.
1971 introducerades en coupé, formgiven av Pininfarina. Produktionen av Berlinan upphörde 1976, coupén ett år senare.
Fiat 130 blev ingen storsäljare, men det är ju sällan lyxbilar. Berlinan byggdes i 15 093 exemplar, coupén i 4 294, bråkdelar av Fiats normala försäljningssiffror. 130:an blev Fiats sista försök att sälja en flercylindrig lyxbil (tills Fiat Croma blev tillgänglig med V6-motor under 1993) och Fiat nöjde sig med den mindre Fiat 132 som företagets flaggskepp.
Fiat 130 importerades till Sverige.
Motor:
| Årsmodell | Motor             | Cylindervolym | Effekt     | Bränslesystem            |
| --------- | ----------------- | ------------- | ---------- | ------------------------ |
| 1969-71   | 6-cyl V-motor ohc | 2866 cm³      | 140-160 hk | Tvåports Weber-förgasare |
| 1972-77   | 6-cyl V-motor ohc | 3235 cm³      | 165 hk     | Tvåports Weber-förgasare |

## Bilder

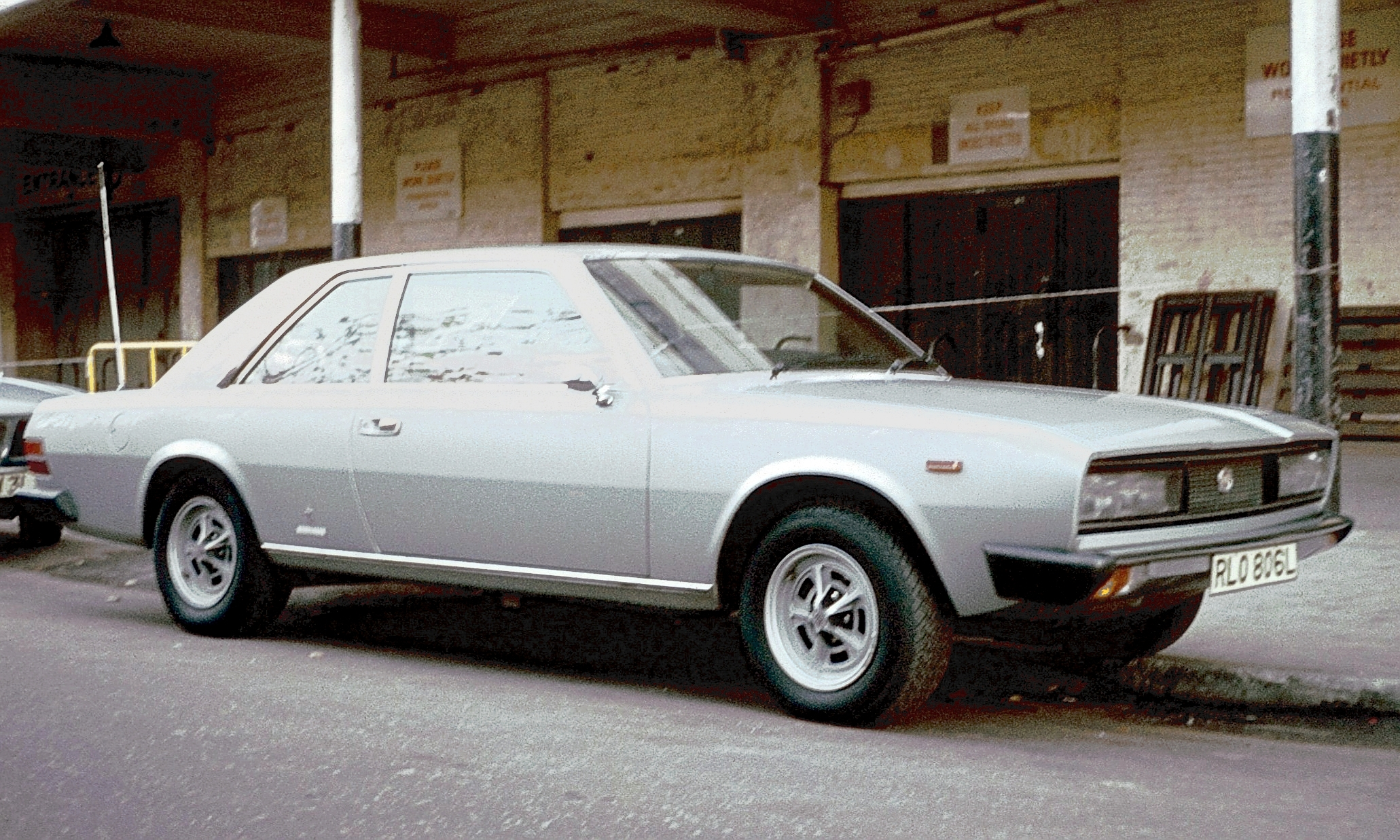
Coupé